# Осканян, Вардан Минасович
Варда́н Мина́сович Осканя́н (арм. Վարդան Օսկանյան, 7 февраля 1955, Алеппо) — бывший министр иностранных дел Армении С 1998 по 2008 годы.

## Биография
1973—1979 — Ереванский политехнический институт.
1982—1984 — Тафтский университет.
1985—1989 — Гарвардский университет.
1988—1991 — Флетчерская дипломатическая школа.
1990—1992 — редакция армянского международного журнала «AIM» — редактор.
1996 — присвоен дипломатический ранг Чрезвычайного и полномочного посла.
1992—1998 — министерство иностранных дел Армении — заместитель начальника отдела стран Ближнего Востока, начальник отдела стран Северной Америки, начальник управления США и Канады, заместитель министра, первый заместитель министра.
С апреля 1998 по апрель 2008 — министр иностранных дел Армении.
Владеет английским, русским и арабским языками. Женат, имеет двоих сыновей.

## Награды
- Медаль «За заслуги перед Отечеством» I степени (2007 год)[1].
- «Золотой крест» Союза армян России — за большой вклад в укрепление и развитие социально- экономических, дружественных отношений между Российской Федерацией и Республикой Арменией[2]